# Йеротей Лешочки
Йеротей Лешочки е български духовник, игумен на Лешочкия манастир в Тетовско в началото на XX век.

## Биография
Роден е в 1863/1864 година в Тетово или в тетовското село Варвара със светското име Лаврентий Давидов. Учи в Лешочкия манастир и става йеромонах. Служи в църквата „Свети Никола“ в Тетово до 1898 година. От 17 юни 1898 година до 1910 година е игумен на Лешочкия манастир. Спасява манастира от опожаряване и събралите се хора от изколване на манастирския празник в 1905 година, когато албански башибозук го обсажда. Умира в 1910 година.